# Argyrochlamys angolensis
Argyrochlamys angolensis är en tvåvingeart som beskrevs av Grichanov 2004. Argyrochlamys angolensis ingår i släktet Argyrochlamys och familjen styltflugor.
Artens utbredningsområde är Angola. Inga underarter finns listade i Catalogue of Life.